# São Pedro de Rio Seco
São Pedro de Rio Seco é uma povoação portuguesa sede da Freguesia de São Pedro de Rio Seco do município de Almeida, freguesia com 22,59 km² de área e 154 habitantes (censo de 2021), tendo, por isso, uma densidade populacional de 6,8 hab./km².
Encontra-se interligada às povoações de Vale da Mula, Junça, Naves, Castelo Bom, Vilar Formoso e Alameda del Gardón. Situa-se a 8 km de Almeida e a 5 km de Vilar Formoso. Em 2008 a aldeia passou a ter uma ligação viária à fronteira com Espanha, graças a um projeto transfronteiriço desenvolvido pela Câmara Municipal de Almeida.

## História
O povoamento desta freguesia é muito antigo. O primeiro ou o principal núcleo habitacional terá surgido em "Carcidade"; seriam inicialmente umas simples cabanas, semelhantes ao de tantas outras povoações dos Lusitanos, das quais atualmente não há vestígio algum. Esta tese é sustentada pelo historiador José da Fonseca Ramos, no Livro “S. Pedro do Rio Seco - Contributos para uma Monografia”, onde refere que, com a chegada dos Romanos, esse pequeno núcleo habitacional terá sido deslocado um pouco para poente, zona mais baixa, para o local onde, mais tarde, terá surgido S. Pedro de Rio Seco.
No seu território foi detetado um dos espólios mais ricos da época romana. Foram descobertos vários fragmentos de objetos, olaria, mós manuais, pesos de tear, uma moeda, um dado e uma conta. Os lagares de vinho cavados na rocha, da época romana, e as diversas sepulturas antropomórficas são pontos de referência arqueológica. Além destes testemunhos de ancianidade da fixação humana no local, descobriu-se na colecção de concílios de Labbeo, referências à limitação do bispado de Numância, do tempo do rei Vamba (século VI), na seguinte expressão: "de Fumus secus Rivulum siccum", que se refere claramente à região onde assenta a freguesia de S. Pedro de Rio Seco.
A Freguesia é, pois, muito antiga e dela se faz menção no ano de 1222 na "carta de povoação da herdade do Rio Seco", dada por D. Sancho II. Os foros de Castelo Bom, no início do Séc. XIII, também fazem referência a S. Pedro do Rio Seco. Com o Tratado de Alcanizes (1297), a povoação é transferida do reino de Castela para o reino de Portugal e englobada no concelho de Castelo Bom, ficando, contudo, a pertencer à Diocese de Cidade Rodrigo até ao ano de 1403, data em que passa a pertencer à Diocese de Lamego. Em meados do século XV, a Igreja de S. Pedro de Rio Seco pagava de confirmação ao Bispo 2 340 réis e de visitação 500 réis. 
Em 1834 é integrada no concelho de Almeida, município de que ainda hoje faz parte, num universo de 29 Freguesias.

## Demografia
Nota: No censo de 1864 denominava-se Rio Seco.
A população registada nos censos foi:
| Distribuição da População por Grupos Etários | Distribuição da População por Grupos Etários | Distribuição da População por Grupos Etários | Distribuição da População por Grupos Etários | Distribuição da População por Grupos Etários |
| -------------------------------------------- | -------------------------------------------- | -------------------------------------------- | -------------------------------------------- | -------------------------------------------- |
| Ano                                          | 0-14 Anos                                    | 15-24 Anos                                   | 25-64 Anos                                   | > 65 Anos                                    |
| 2001                                         | 26                                           | 8                                            | 79                                           | 89                                           |
| 2011                                         | 17                                           | 15                                           | 67                                           | 82                                           |
| 2021                                         | 5                                            | 12                                           | 66                                           | 71                                           |

## Economia
A população ativa reparte-se pelo setor dos serviços e pela construção civil, sendo o setor primário pouco expressivo e com algum peso, apenas, no domínio da pecuária, na criação de gado bovino e ovino.

## Património
- Igreja Matriz - Monumento com três naves (única no concelho) de estrutura românico-gótica. No século XVIII sofreu significativa alteração e por isso, vista do exterior, ela aparenta um certo ar barroco.
- Capela - "Templo barroco de estrutura muito simples. Nela está uma majestosa imagem de Nossa Senhora do Bom Sucesso, à qual, no verão, o povo tributa homenagem, fazendo-lhe a Festa Grande".[5]
- Fonte Romana - Medieval. Tem cobertura em pedra e foi, provavelmente, reconstruída no século XVI ou XVII. Situa-se junto à Igreja Matriz.
- Chafariz da Capela - Obra do Estado Novo: 1936. Restaurado em 2008.
- Chafariz Velho - Obra do século XVIII (1723).
- Necrópoles - As principais encontram-se referenciadas com placas colocadas pela Autarquia Local. Simples ou antropomórficas, as sepulturas cavadas na rocha encontram-se disseminadas pelos campos da freguesia.
- Lagares de Vinho - Dos Lagares escavados na rocha, da época romana, destaca-se o de Vale de Lagar, relativamente próximo da povoação.

## Festas Tradicionais
- Festa do Menino Jesus - Dia 1 de janeiro
- Festa de São José
- Festa de Nossa Senhora de Fátima
- Festa de Santo António
- Festa de São Pedro
- Festa de Nossa Senhora do Bom Sucesso - em agosto

## Biodiversidade
S. Pedro tem uma importante área rural, com uma paisagem atrativa e rica em biodiversidade. Tem alguns milhares de hectares de um planalto ligeiramente ondulado com terrenos cerealíferos e pastagens, que a floresta, do tipo pequeno bosque, tem vindo a conquistar mas onde se mantêm largas clareiras que constituem um habitat que dá suporte a vários e importantes nichos ecológicos. A sua área é atravessada por duas linhas de água, o rio Seco e a ribeira dos Toirões, com caudal de água pouco significativo mas elevada influência ambiental e dinâmica de algumas populações zoológicas e botânicas.
Também a geologia se manifesta com beleza. Há rochedos graníticos, os barrocos, moldados com a beleza que só os elementos souberam fazer com a paciência de milhões de anos. Alguns são mesmo emblemáticos, como é o caso do barroco basculante, que com as largas toneladas de peso pode ser oscilado com a força de uma ou duas pessoas! Há também uma área de predominância de quartzo rosado, que de onde em onde se apresenta com bonitos cristais. Esta área rural é a continuidade geográfica do Parque Natural do Douro Internacional (fica a uma escassa dezena de quilómetros), com características de biodiversidade de igual continuidade.

### Aves
Largas dezenas de espécies de aves nidificam neste território, algumas raras e por isso com classificação apropriada na legislação específica para as aves. É o caso da abetarda, da cegonha negra e do piroliz. Sem a classificação e raras mas que poucas vezes se observam noutras áreas do território nacional e nunca nas zonas urbanas como é o caso das cidades, refiram-se, entre outras, os abutres (abutre-negro, o grifo, o abutre-do-egipto) aves de rapina (milhafre-real, milhafre-negro, falcão, águias, peneireiros, mochos, corujas, noitibós). Também fazem parte deste habitat algumas com grande beleza das suas penas e por isso não será exagero classificá-las como exóticas. É o caso da poupa, abelharuco, duas subespécies de pica-paus, o papa-figos conhecido localmente como marintéu, o raro e fugidio guarda-rios, o picanço barreto, etc.
O pato-real, a galinha-de-água, a garça-real e a cegonha, branca e a negra, são as aves que na época de reprodução podemos observar garantidamente nas ribeiras e nas charcas. Quanto a andorinhas, podem ser observadas, pelo menos, três subespécies: andorinha dos beirais, a mais comum, andorinha das rochas e andorinha dáurica, esta rara e da qual apenas se conhece um ninho localizado junto à ribeira dos Toirões.

### Mamíferos
Doninha, geneta, tourão, papalva, texugo, gato-bravo, raposa e lontra.
A lontra tem como limite territorial uma altitude à volta dos 750m, atingindo nesta zona esse limite.

### Outros
Répteis, anfíbios e insetos com destaque especial para algumas espécies raras de escaravelhos. Dos anfíbios cita-se a rã verde, o mais comum, a rela, sapos com destaque para o sapo careiro, a salamandra de fogo, o tritão.
O bivalve conhecido como mexilhão-do-rio (unio crassus) povoa o Rio Côa com uma população significativa. Há alguns anos este bivalve era também comum na ribeira dos Toirões mas por razões ambientais desapareceu totalmente.

## Passado e Presente
S Pedro, à semelhança de muitas outras, é uma pequena aldeia do concelho de Almeida, situada na região de Riba-Côa, que é um território que se situa entre o Rio Côa e a fronteira espanhola. Linha da fronteira que, desde o Douro até S. Pedro, é definida pelo rio Águeda e pela ribeira de Tourões, e a partir de S. Pedro, para sul, numa larga extensão que inclui os concelhos de Sabugal e Penamacor, pela chamada raia seca. Esta região de Riba-Côa é uma planalto, continuação natural da Meseta Ibérica que lhe fica a leste. É limitada do lado ocidental pelos penhascos do vale do Côa e a sul pela serra de Malcata, no maciço da cordilheira central ibérica. A norte, destaca-se a silhueta da Marofa, já nos contrafortes do vale do Douro.
São fracos os recursos destas terras: o solo é pobre, a água não é abundante, e o clima, muito frio no inverno e muito quente no verão, é extremamente agreste. Como nota dominante da paisagem, abundam os afloramentos graníticos (os barrocos como aqui lhe chamam), as giestas, as moitas de carvalhos e as carrasqueiras. E, sempre presente, o pinheiro bravo. (…) Tradicionalmente, as gentes desta região dedicavam-se sobretudo à agricultura e à pastorícia: colhia-se batata, trigo, centeio e algum vinho. Produzia-se queijo de ovelha, cada família criava o seu porco e as suas galinhas, e a aldeia era auto-suficiente em frutos e hortícolas. Havia uma dinâmica atividade complementar de serviços: o merceeiro, o taberneiro, o sapateiro, o alfaiate, o pedreiro, o ferreiro, o carpinteiro, o barbeiro etc.
A casa agrícola típica de S. Pedro desenvolvia-se à volta do curral com a residência e o seu cabanal, as cortes, os cortelhos, os palheiros, a adega e a “tenade” onde se guardava a lenha. O lavrador desenvolvia a sua atividade apoiado na junta de vacas, de machos ou de burros, conforme a dimensão da sua lavoura. O carro de bois, que era diferente do minhoto, estacionava no curral. Os terrenos da exploração agrícola (as sortes, as tapadas, os hortos, as vinhas, os lameiros, os alfobres) eram de pequena dimensão, e estavam dispersos pela folha, muitas vezes afastados uns dos outros .
Não havia conforto nas habitações: entrava-se no meio-da-casa e de um lado estava a cozinha (em certos casos de telha vã e sem chupão de fumo) com o basal e a cantareira, e com uma pequena dispensa onde estava a tulha e a salgadeira; do outro lado do meio-da- casa, uma pequena sala com dois quartos (as alcovas) onde apenas cabia a cama. Não havia casa de banho, apenas um lavatório na sala com o seu jarro e um espelho na parede. Nalguns casos , sobre a sala e as alcovas, havia o sobrado onde se guardavam as colheitas para o uso da casa.
Desde há meio século tudo isto mudou, e um modo de vida que se aperfeiçoou durante seis séculos desapareceu completamente. A casa agrícola deu lugar a uma casa moderna com o conforto das casas das cidades, muitas vezes servindo apenas como segunda habitação. O automóvel tomou conta das ruas, os animais de trabalho desapareceram, o asfalto substituiu a terra batida, apareceu a eletricidade e o saneamento. A autarquia, entretanto, construiu um moderno pavilhão multiusos, rasgou estradas, embelezou largos com jardins.
Como resultado da fuga para as cidades, a população permanente que era de cerca de 700 pessoas reduziu-se a pouco mais de 180 habitantes, a maior parte com mais de 65 anos.

## Entidades de Caráter Social e Associativo
O Centro Social do Rio Seco veio satisfazer as necessidades dos idosos da aldeia de São Pedro do Rio Seco, tendo um excelente serviço de disponibilização de refeições (no local ou na casa dos utentes), serviço médico e várias atividades de lazer.

## Personalidades
O filósofo Eduardo Lourenço nasceu em São Pedro do Rio Seco em 1923.